# Salice
Salice (kors. U Salge) – miejscowość i gmina we Francji, w regionie Korsyka, w departamencie Korsyka Południowa.
Według danych na rok 1990 gminę zamieszkiwało 77 osób, a gęstość zaludnienia wynosiła 4 osób/km².